# Kurszaki
Kurszaki (ros. Куршаки) – wieś (dieriewnia) w Rosji, w Baszkortostanie, w rejonie iglińskim. W 2010 liczyła 219 mieszkańców.